# Ośrodek Szkolenia Nurków i Płetwonurków WP
Ośrodek Szkolenia Nurków i Płetwonurków Wojska Polskiego im. Komandora Stanisława Mielczarka w Gdyni – Garnizon Gdynia – ośrodek zajmujący się profesjonalnym przygotowaniem nurków i płetwonurków wojskowych na potrzeby SZ RP.
Ośrodek położony jest blisko portu wojennego w Gdyni-Oksywiu, przy ulicy Śmidowicza 48. Główne zadanie to szkolenie nurków i płetwonurków dla całych Sił Zbrojnych RP. 

## Historia
W 1945 roku utworzono Oddział Ratowniczy Marynarki Wojennej istniejący do 1964 roku. To z niego sformowano Ośrodek Szkolenia Specjalistów Ratownictwa. 1 czerwca 1968 roku Ośrodek przeformowano w Ośrodek Szkolenia Nurków i Płetwonurków Wojska Polskiego istniejący do dziś. Nadanie sztandaru jednostce nastąpiło w 30 maja 1970 roku. Od 30 maja 1988 roku patronem Ośrodka jest kmdr. Stanisław Mielczarek, kilkuletni Komendant Ośrodka. W 1990 roku OSNiP WP otrzymał medal "Za wybitne Osiągnięcia w Służbie Wojskowej" i miano przodującej jednostki brzegowej MW. 18 marca 1996 roku Ośrodkowi nadano nowy sztandar. 

## Dowódcy[2]
- kmdr. ppor. Roman Marek (1 czerwca 1968 – 21 sierpnia 1968)
- kmdr. Stanisław Mielczarek (21 sierpnia 1968 – 19 maja 1972)
- kmdr. dypl. Gwidon Karolczak (19 maja 1972 – 1986)
- kmdr. Bogdan Kurzyca (1986 – 8 stycznia 1992)
- kmdr. por. Aleksander Wołoszko (8 stycznia 1992 – 2006)
- kmdr. por. mgr. inż. Andrzej Such (2006 – ?)
- kmdr por. Robert Szymaniuk (? – 2 marca 2020)
- kmdr por. Piotr Torebko (2 marca 2020 – 13 marca 2020)
- kmdr por. Ireneusz Sykuła (od 13 marca 2020)